# Fujian New Forta Automobile
Fujian New Forta Automobile ist ein Hersteller von Automobilen aus der Volksrepublik China.

## Unternehmensgeschichte
Das Unternehmen Fuzhou Automobile Works bzw. Fuzhou Auto Repair & Assembly Works wurde 1956 in Fuzhou gegründet. 1971 begann die Produktion von Nutzfahrzeugen. 1990 kamen Automobile dazu. Der Markenname lautet Forta, möglicherweise in der Vergangenheit auch Fuda. Ab 1993 gab es eine Zusammenarbeit mit Mazda. 2002 erfolgte die Umfirmierung in Fujian Xinfada The Carmobile Industry Co. Ltd. 2005 gehörte das Unternehmen zu Fujian Motor Industry Group Co. Ltd. 2008 ist die Firmierung Fujian New Forta Automobile Co. Ltd. überliefert.
Das Unternehmen darf nicht mit Jiangxi Huaxiang Fuqi Automobile aus dem gleichen Ort verwechselt werden.

## Fahrzeuge
Die ersten Modelle waren 1993 Pick-ups. FZ 1022 SA und FZ 1022 M boten Platz für fünf Sitze und basierten auf dem Mazda B-Serie der Bauzeit 1985–1999. Der FZ 1022 YBM war ein Dreisitzer. Zur Wahl standen Motoren mit 2200 cm³ Hubraum und 92 PS für alle Modelle sowie mit 105 PS für die Fünfsitzer.
Das SUV FZ 6490, das dem Mazda Marvie entsprach, und der Minivan FZ 6430, der dem Mazda Bongo der Bauzeit 1983–1999 entsprach, wurden 2002 eingestellt.
Ab 2005 wurden die SUV Furui und Lucheng hergestellt. Beide hatten Vierzylindermotoren mit 2237 cm³ Hubraum und 76 kW Leistung. Der Radstand war mit 2985 mm identisch.
Das Unternehmen stellt auch Lastkraftwagen und Omnibusse her. Personenkraftwagen präsentierte das Unternehmen zuletzt 2012 auf der eigenen Internetseite.

## Pkw-Produktionszahlen
| Jahr | Produktionszahl | Quelle      |
| ---- | --------------- | ----------- |
| 2000 | 190             | [ 2 ] [ 5 ] |
| 2001 | 39              | [ 2 ] [ 5 ] |
| 2002 | 7               | [ 2 ] [ 5 ] |
| 2003 | 0               | [ 2 ] [ 5 ] |
| 2004 | 0               | [ 5 ]       |
| 2005 | 8811            | [ 3 ]       |
| 2006 | 9460            | [ 3 ]       |
| 2007 | 8566            | [ 3 ]       |

Außerdem entstanden 825 Pick-ups im Jahr 2003 und 668 im Folgejahr.